# O Terramoto de 1755 (João Glama)
O Terramoto de 1755 é uma pintura a óleo sobre tela pintada durante cerca de 35 anos, desde  1756 a 1792, pelo pintor português do período do neoclassicismo João Glama, que manteve permanentemente em sua posse e se encontra actualmente no Museu Nacional de Arte Antiga, em Lisboa.
Pintado nos anos que se seguiram à grande catástrofe que destruiu Lisboa, em 1 de novembro de 1755, O Terramoto de 1755 constitui o mais importante testemunho iconográfico daquele trágico acontecimento.
O Terramoto de 1755 foi comprado pelo Estado português a Alberto de Lima Figueirinhas em 1935.
No regresso definitivo a Portugal após a fase de formação e trabalho inicial em Roma, João Glama trabalhou durante alguns anos em Lisboa. Depois do Terramoto de 1755 casa-se em dezembro de 1755 e em 1756 muda-se para o Porto onde desenvolveu uma longa e produtiva carreira até à sua morte, em 1792, como autor de grandes telas para retábulos e centenas de retratos, designadamente para a colónia inglesa.

## Descrição
A composição está concebida como uma grande panorâmica dos vários tipos de catástrofe que destruíram Lisboa no Dia de Todos-os-Santos de 1755 — tremor de terra, incêndio e maremoto — realçando algumas das trágicas consequências vividas pela população.
Em primeiro plano, cenas de aflição e terror humano: ao centro, junto das paredes da nave da igreja, uma multidão aglomera-se em oração em torno de um frade que ergue um crucifixo, e de um padre paramentado com uma casula de cor branca (correspondente à cor litúrgica da Solenidade de Todos-os-Santos), que certamente acabou de fugir do altar onde celebrava missa; mais adiante, um frade trino (possivelmente escapado do Convento da Trindade, não muito longe dali) e uma senhora amparam um homem caído; do lado direito, pessoas agarram-se e beijam imagens devotas e crucifixos pedindo perdão pelos seus pecados, e um pouco por todo o lado encontram-se feridos e pessoas presas sobre escombros. Ainda em primeiro plano, identificam-se dois homens, seminus (talvez pobres ou doentes dos hospícios das proximidades, como o Hospital da Ordem Terceira junto ao Convento de Jesus), que olham a cena incrédulos.
O pintor representa-se por duas vezes na composição, em ambas de casaca escura: uma à direita na pintura, na qualidade de narrador que apresenta ao público os acontecimentos a que sobreviveu; e outra à esquerda, já participante na acção, socorrendo uma mulher presa debaixo dos escombros. A pintura assume, assim, uma leitura de testemunho autobiográfico.

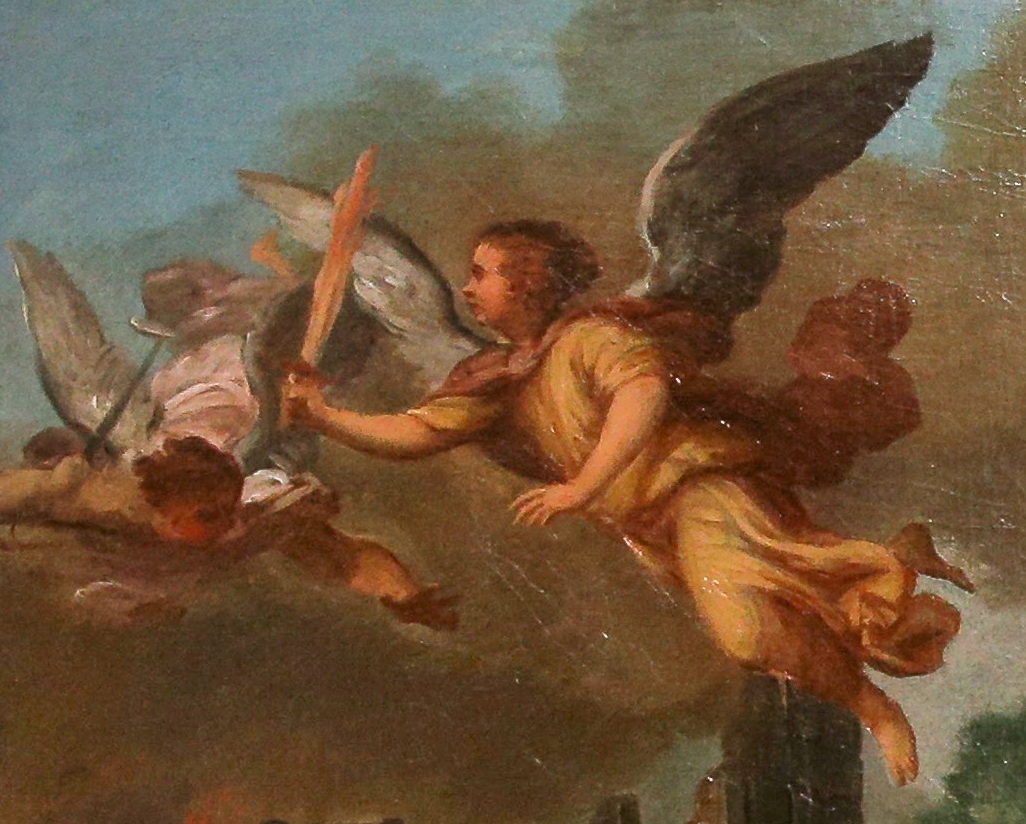
Pormenor da Justiça Divina

No céu, sobrevoando a cena, encontram-se figuras aladas personificando a Ira, a Fúria, a Cólera, e a Justiça Divina (o anjo que empunha a espada flamejante) — uma alusão ao castigo de Deus que muitos consideraram ter sido a causa da catástrofe. Estas figuras são interpretações livres dos modelos de Cesare Ripa e, como observou Vítor Serrão, atribuem à obra "sentidos alegórico-moralizantes de raiz erudita".
A composição enquadra-se no largo defronte duma igreja, que se pode identificar como sendo a Igreja de Santa Catarina do Monte Sinai, já parcialmente destruída e de onde se erguem nuvens de poeira que se misturam com o fumo dos incêndios nas casas vizinhas. Estão representados edifícios de ambos os lados da igreja, um deles um palácio com portal armoreado, em chamas. No lado direito da composição, ergue-se um cruzeiro de pedra: este elemento foi fundamental para identificar o local como sendo o terreiro da Igreja de Santa Catarina. Os planos dos edifícios foram ligeiramente diferentes do real (para que, do ponto de vista do observador, se consigam ver na totalidade) com o intuito de, com esse artifício, dar uma maior teatralidade à cena.

## História

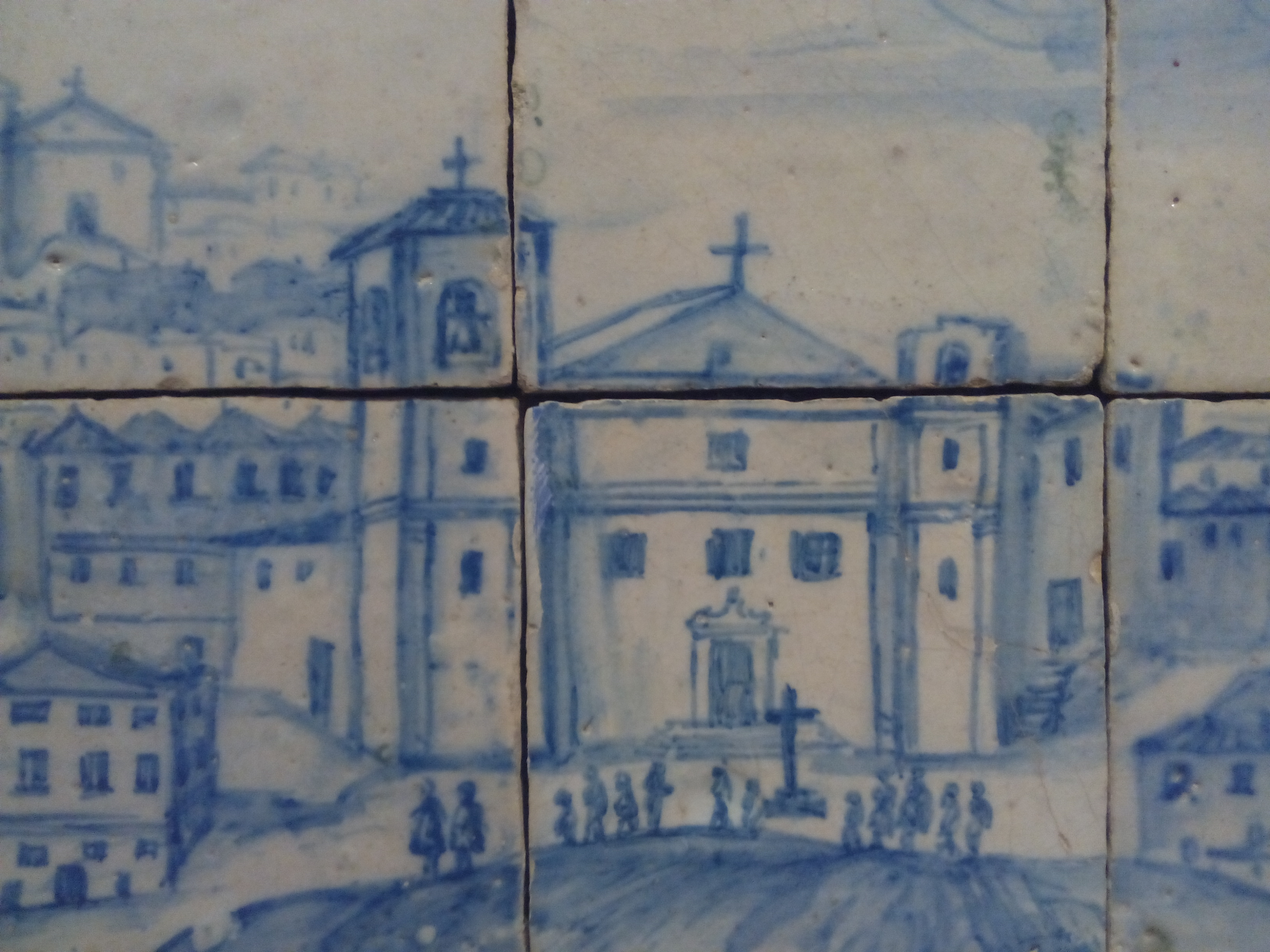
Pormenor da Igreja de Santa Catarina do Monte Sinai, num ponto de vista idêntico ao dO Terramoto de 1755, em painel com vista de Lisboa atribuído a Gabriel del Barco (c. 1700); Museu Nacional do Azulejo

Glama, tal como tantos outros lisboetas, teria estado a ouvir missa na Igreja das Chagas, por se tratar da Solenidade de Todos-os-Santos, aquando dos primeiros abalos do terramoto que se fizeram sentir por volta das 9:40 dessa manhã. Como relata o biógrafo João André Chiape, Glama terá conseguido fugir da igreja antes que ruísse, refugiando-se "em sítio largo, donde pôde observar tudo o que em tal conflicto aconteceo de mais lamentavel naquelle bairro". Foi no Alto de Santa Catarina, diante da Igreja de Santa Catarina do Monte Sinai que, segundo a tradição, o pintor se refugiou, sendo este o local que serve de cenário à pintura. De tudo o que presenciou terá feito apontamentos que o auxiliaram na organização da composição da obra, para que fosse retrato fiel dos acontecimentos.
Glama terá pintado este quadro durante mais de 30 anos, conservando-o na sua posse, inacabado, até à data da sua morte em 1792. O quadro permaneceu na família até por volta de 1818, altura em que os herdeiros efectuaram uma venda de várias pinturas da autoria de João Glama, sob a forma de lotaria de rifas (prática habitual na época), que acabou por perfazer o total de 600,000 réis, uma soma de cerca de metade do valor que Glama teria atribuído ao quadro em vida. O quadro ficou então na posse de Francisco van Zeller (1774–1852), rico negociante portuense.
Em 1865, a pintura foi exibida na Exposição Internacional do Porto, no Palácio de Cristal, já sob novo proprietário, John Alexander Fladgate [en].

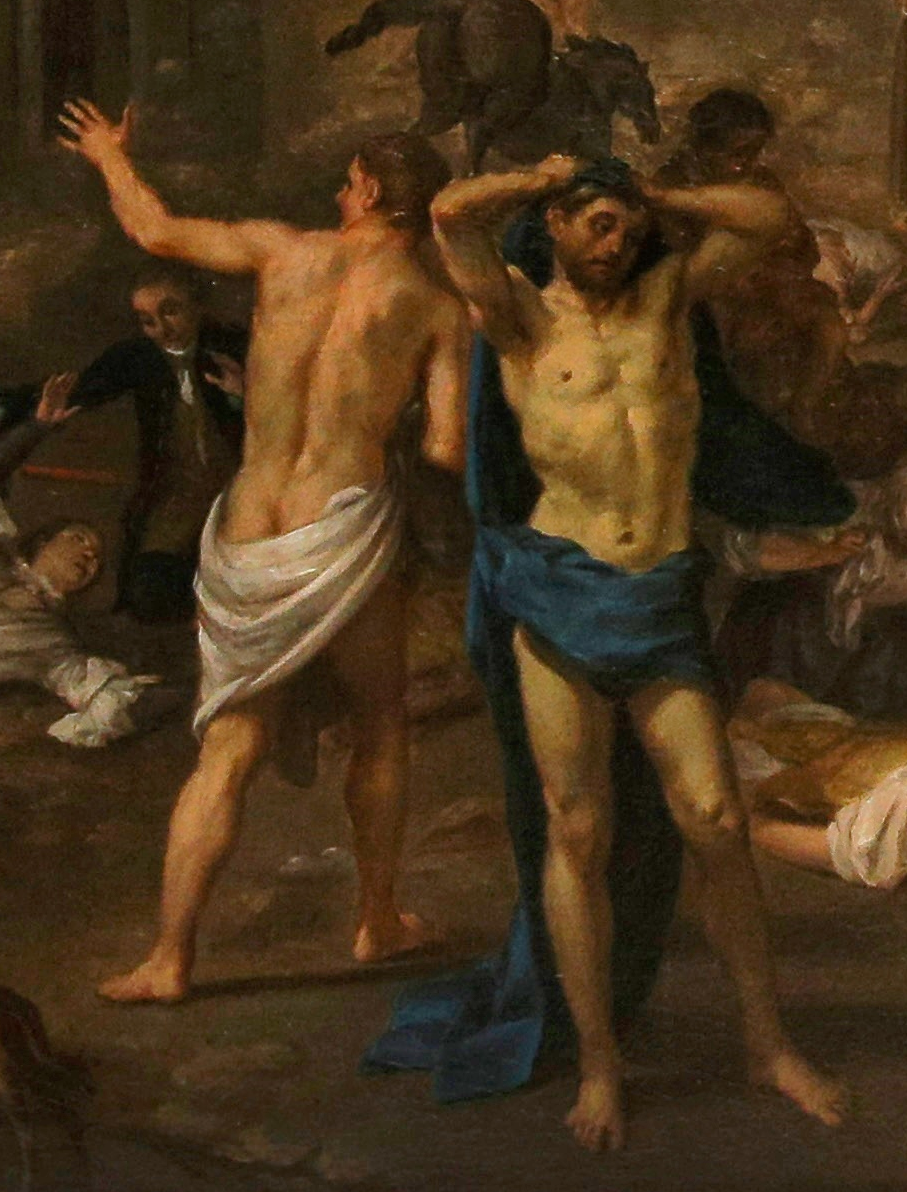
As duas figuras em pose académica, que denunciam a formação romana classicista de João Glama

O quadro foi adquirido pelo Estado Português, sob iniciativa de José de Figueiredo, primeiro director do Museu Nacional de Arte Antiga. Aproveitando um excepcional aumento de verba para aquisição de obras de arte nesse ano, fez uma proposta ambiciosa ao director-geral do Ensino Superior e das Belas-Artes: entre várias outras pinturas importantes que fazem hoje parte do acervo do Museu, como o Retrato do Conde de Farrobo (Domingos Sequeira, 1813) ou o Retrato de Família (Pieter de Grebber, c. 1630), pretendia-se adquirir O Terramoto de 1755, que a Academia Nacional de Belas-Artes já tentava comprar desde o século XIX. Foram pagos 36.000$00 ao então proprietário, Alberto de Lima Figueirinhas.
A pintura foi objecto de uma intervenção de restauro em 2018, que permitiu um renovado olhar sobre a mesma, tendo nos exames realizados sido detectadas diversas alterações na distribuição e posições das diversas figuras.

## Apreciação
João André Chiape, biógrafo de João Glama, considera que "o seu famoso quadro do terramoto de Lisboa, acontecido no 1.º de novembro de 1755, pode ser considerado como huma das suas melhores producções, tanto pela riqueza da sua composição, e arranjamento, como pela variedade e multiplicidade dos objectos que contém".
O conde Atanazy Raczyński viu, em 1844, o quadro em casa de Francisco van Zeller, tendo qualificado as duas figuras masculinas em primeiro plano como fracas academias; Vítor Serrão nota que são referências clássicas romanas, que denunciam a formação artística de João Glama em Itália.